# Куцеволовка
Куцево́ловка (укр. Куцеволівка) — село в Онуфриевской поселковой общине Александрийского района Кировоградской области Украины
До 2020 года входило в Онуфриевский район
Население по переписи 2020 года составляло 1252 человека. Почтовый индекс — 28122. Телефонный код — 5238. Код КОАТУУ — 3524683601.

## Известные жители и уроженцы
- Василенко Иван Андреевич (род. 1927) — Герой Социалистического Труда.